# Cratere Tupo
Tupo  è un cratere sulla superficie di Cerere.